# Nora Kinsky

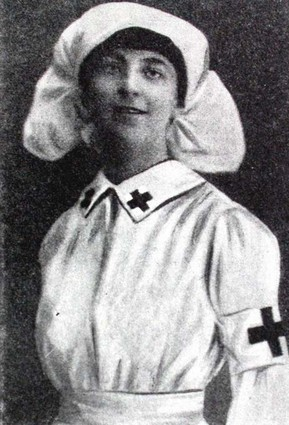
Bild von Nora Kinsky

Norbertine Nora Gräfin Kinsky von Wchinitz und Tettau, verheiratete Gräfin Wilczek (* 18. Dezember 1888 in Wien; † 26. März 1923 in Witkowitz) war eine österreichische Lazarett-Gründerin und Rotkreuz-Schwester im Ersten Weltkrieg in Russland vor und während der Russischen Revolution.

## Leben
Nora Kinsky war das sechste von neun Kindern des Oktavian Zdenko Graf Kinsky (1844–1932) und seiner Frau Georgine Ernestine Festetics von Tolna (1856–1934). Sie wuchs auf Schloss Karlskron auf. „Neugierig auf das Leben außerhalb der Schlossmauern weigerte sie sich, einen ihrer zahllosen Verehrer zu heiraten“ und gründete bei Ausbruch des Ersten Weltkrieges im Jahr 1914 ein Lazarett.

Nachdem die elenden Zustände und eine hohe Sterblichkeit in den Kriegsgefangenenlagern Russlands offenbar geworden waren, rief die russische Zarenfamilie um Nikolaus II. zur Einhaltung und Überwachung der Haager Landkriegsordnung die sogenannten „Schwesternreisen“ ins Leben. Als eine dieser Rotkreuz-Schwestern reiste die siebenundzwanzigjährige Nora Kinsky ab 1916 in Begleitung eines russischen Offiziers durch Sibirien, um „Menschenrechtsverstöße aufzuzeigen und das Leid der Soldaten zu lindern“. Eine ihrer frühen Einträge in ihr Tagebuch lautete:

„Ich habe fünf Invaliden gefunden, davon drei Einäugige. Nur drei Mann waren im Gefängnis. Sie wurden mir zu Ehren freigelassen.“

Auf ihrer Reise besuchte die Gräfin 16 Kriegsgefangenenlager und 15 Arbeitscamps, half dabei unter zum Teil primitivsten Umständen bei Operationen und anderen ärztlichen Maßnahmen. Dabei traf sie abertausende Kriegsgefangene aus Österreich-Ungarn und dem Deutschen Kaiserreich, darunter:
- Otto Bauer, österreichischer Sozialdemokrat;[1]
- Béla Kun, die Schlüsselfigur der ungarischen Räterepublik;[1]
- Josip Broz Tito, späterer Staatspräsident Jugoslawiens;[1]
- Roland Freisler, Hitlers williger Richter und Vollstrecker;[1]
- Ernst Reuter, späterer Bürgermeister von Berlin;[1]
- Heimito von Doderer, österreichischer Schriftsteller[1]
- Jaroslav Hašek, tschechischer Schriftsteller (Die Abenteuer des braven Soldaten Schwejk).[1]

„Sie alle wurden 1917 vom epochalen Umbruch der Russischen Revolution erfasst und zogen jeweils ihre eigenen „Lehren“ daraus.“ Über Petrograd schrieb Nora Kinsky in ihr Tagebuch:

„In Petrograd sind große Kämpfe, man bringt alle Bürgerlichen um. Arme Leute! Hier ist es noch ruhig, aber sicher werden auch hier früher oder später Tumulte und Kämpfe stattfinden ... Obwohl ich manchmal Sorge habe, bin ich froh, hier zu sein, weil wir viele Kranke haben, die offenbar dankbar sind, mich zu haben.“

Mitten in den Wirren der Russischen Revolution gelang Nora Kinsky eine dramatische Flucht; im Sommer 1918 kehrte sie nach Hause zurück.
Verheiratet war sie mit Ferdinand Graf Wilczek. Im Oktober 1921 kam ihre Tochter Georgina zu Welt. Nora Kinsky starb im März 1923 bei Geburt ihres zweiten Kindes. Auch das Kind starb bei der Entbindung.

## Tagebuch
Zu dem Tagebuch der Gräfin schrieb der ORF 2009: „Vor dem Hintergrund der russischen Tragödie erinnert die Geschichte der Nora Kinsky, deren Reisen durch ein Land in Auflösung und Chaos sich mit den Leben der Kriegsgefangenen und späteren Berühmtheiten kreuzt, durchaus an große literarische Vorlagen wie Doktor Schiwago.“

## Verfilmung
Die Großnichte von Nora Kinsky, Monika Czernin, dokumentierte 2007 als Regisseurin und Hauptdarstellerin das Leben der „Rotkreuzbaronin“ in einer Mischung aus Spielfilmszenen und historischen Originalaufnahmen und Kommentaren, die durch Historiker wie Karl Schlögel, Hannes Leidinger, Reinhard Nachtigal und Georg Wurzer in ihren historischen Kontext gestellt wurden. Durch diese filmische Dokumentation wurde „erstmals das sogenannte Plenny-Archiv des Heeresgeschichtlichen Museums in Wien der Öffentlichkeit zugänglich gemacht – ein wahrer Schatz an unveröffentlichten Fotos, Dokumenten, Zeichnungen aus den Kriegsgefangenenlagern des Ersten Weltkriegs.“